# Arthaz-Pont-Notre-Dame
Arthaz-Pont-Notre-Dame là một xã trong tỉnh Haute-Savoie thuộc vùng Rhône-Alpes đông nam Pháp.

## Population
| Năm | 1962 | 1968 | 1975 | 1982 | 1990  | 1999  | 2006  | 2008  |
| --- | ---- | ---- | ---- | ---- | ----- | ----- | ----- | ----- |
| Dân số | 585  | 691  | 850  | 957  | 1 139 | 1 169 | 1 220 | 1 269 |
| From the year 1962 on: No double counting—residents of multiple communes (e.g. students and military personnel) are counted only once. |      |      |      |      |       |       |       |       |